# Сурвилишкис
Сурвилишкис (лит. Surviliškis) — местечко в Кедайнском районе Каунасского уезда в центральной Литве. Административный центр Сурвилишкского староства. Расположен на правобережье реки Невежис, в 18 км на север от города Кедайняй. Население — 376 жителей (2001).
Есть амбулатория, католический костёл, школа, дом культуры, почта, центр реабилитаций. Недалеко от Сурвилишкиса находится Бакайнское городище.
Сурвилишкис впервые упоминается в 1500 или 1501 г. В конце XIX — начале XX века здесь некоторое время жил знаменитый литовский народный скульптор Винцас Свирскис.